# Tulimanca
Tulimanca är en ort i Mexiko.   Den ligger i kommunen Vicente Guerrero och delstaten Puebla, i den sydöstra delen av landet, 230 km sydost om huvudstaden Mexico City. Tulimanca ligger 2 443 meter över havet och antalet invånare är 1 183.
Terrängen runt Tulimanca är huvudsakligen kuperad, men söderut är den bergig. Runt Tulimanca är det ganska tätbefolkat, med 134 invånare per kvadratkilometer. Närmaste större samhälle är Ajalpan, 16,0 km sydväst om Tulimanca. Omgivningarna runt Tulimanca är en mosaik av jordbruksmark och naturlig växtlighet.